# Estación de Alcantarilla-Los Romanos
Alcantarilla-Los Romanos es un apeadero ferroviario situado en el municipio español de Alcantarilla, en la Región de Murcia. Forma parte de la línea C-2 de Cercanías Murcia/Alicante. Con el cierre en 1985 de Alcantarilla-Campoamor y, en 2012, de Alcantarilla-Villa, es la única estación con servicio ferroviario existente en el municipio. 

## Situación ferroviaria
Se encuentra en la línea férrea de ancho ibérico Murcia-Águilas, pk 0,9 a 67,76 metros de altitud.

## Servicios ferroviarios

### Cercanías
Pertenece a la línea C-2 de Cercanías Murcia/Alicante. La frecuencia de paso es un tren cada 60 minutos.